# Quando ti ho visto
Quando ti ho visto (Lamma shoftak) è un film del 2012 diretto da Annemarie Jacir.

## Trama
Giordania, 1967. Tarek è un bambino palestinese di 11 anni residente con la madre in un campo profughi giordano. A causa della guerra in Palestina, fu costretto a separarsi dal padre per unirsi all'ultima ondata di rifugiati. Un giorno, Tarek decide di ritornare a casa e si incammina da solo verso il confine. Lungo il percorso, si imbatte in un campo di addestramento di guerriglieri, i Fedayyin, che lo accolgono come una mascotte. Da questo momento in poi, inizia per Tarek un viaggio di ritorno che cambierà per sempre la sua vita.

## Produzione
Quando ti ho visto è il secondo film di Annemarie Jacir, girato per la prima volta in digitale. L'idea di scrivere una storia su un bambino esule che vuole tornare a casa nasce da un sentimento personale vissuto dalla regista. Dopo la fase di post-produzione del suo film precedente, Il sale di questo mare, le autorità israeliane negarono alla regista il ritorno in Palestina, dove viveva con il marito. Durante i cinque anni successivi il suo trasferimento in Giordania, le fu concesso di tornare nel suo paese natio soltanto per brevi periodi. Quando il divieto le fu infine revocato, tornò a vivere ad Haifa.
La fase di casting del film durò circa un anno, in seguito affiancò gli attori per un periodo di prove della durata di tre-quattro mesi.

## Riconoscimenti
- 2013 – Festival internazionale del cinema di Berlino
  - Premio NETPAC al miglior film
  - Candidatura al premio Cinema Fairbindet
- 2013 – Amiens International Film Festival
  - Premio SIGNIS
  - Premio del pubblico
- 2012: Palm Springs International Film Festival – Candidatura al miglior regista straniero
- 2012: Festival internazionale del cinema di Abu Dhabi – Miglior film del mondo arabo
- 2012: Cairo International Film Festival – Premio speciale Arabs in The International Cinema
- 2012: São Paulo International Film Festival – Candidatura al premio della giuria come miglior film
- 2012: Festival internazionale del cinema di Abu Dhabi – Candidatura al miglior film
- 2012: Giornate cinematografiche di Cartagine – Premio speciale del pubblico
- 2013: Asia Pacific Screen Awards – Candidatura al miglior film per ragazzi
- 2013: International Istanbul Film Festival – Candidatura al Tulipano d'Oro come miglior film
- 2013: International Film Festival of India  – Candidatura al Pavone d'Oro come miglior film
- 2013: Sarajevo Film Festival – Candidatura al premio del pubblico come miglior film
- 2013: Bari International Film Festival – Candidatura alla miglior regista per Annemarie Jacir
- 2013: Tallinn Black Nights Film Festival – Candidatura al premio FIPRESCI come miglior film